# Соціал-демократична партія (Ісландія)
Соціал-демократична партія (ісл. Alþýðuflokkurinn) — ісландська лівоцентристська політична партія. Її було засновано 1916 року для політичного представництва інтересів ісландських профспілок.

## Історія
Партія була членом Соціалістичного робітничого інтернаціоналу від 1926 до 1940 року. Тричі лідер партії очолював уряд Ісландії: у 1947-1949 роках — на чолі зі Стефаном Йоганном Стефанссоном, у 1958-1959 — з Емілем Йоунссоном та на чолі з Бенедиктом Сіґурдссоном Ґрендалом у 1979-1980 роках.
У травні 2000 року партію було розформовано, а її наступником став Соціал-демократичний альянс, що має ширшу політичну базу.